# Bella de Boskoop (manzana)
'Schone van Boskoop' es el nombre de una variedad cultivar de manzano (Malus domestica). Esta manzana fue obtenida en Países Bajos en 1853.

## Sinónimos
- „Belle de Boskoop“,
- „Reinette de Montfort“,
- „Goldreinette“,
- „Reinette de Montreuse“,
- „goudrenet“,
- „goudreinet“,
- „goudreinette“,

Hay muchas variantes: Boskoop rojo, amarillo o verde. 

## Historia
No es del todo seguro si la raza es un derivado de 'Reinette van Montvoort' o si es una variedad independiente de 1853 desarrollada en Boskoop por el vivero P.A. Ottolander. 
Desde 1863 la variedad de manzana se extendió por los Países Bajos.

## Características
Esta manzana rústica es firme, agria y fragante. Gris verdoso teñido de rojo, la manzana es buena para cocinar. En general, las variantes de Boskoop tienen un contenido de ácido muy alto y pueden contener más de cuatro veces la vitamina C de 'Granny Smith' o de 'Golden Delicious'.

## Cultivo
Las manzanas son de color amarillo apagado a rojo claro. El color depende de la superficie. En los huertos con pasto, las manzanas se vuelven más fuertes que en los huertos con tierra desnuda. 
Las manzanas maduran desde octubre y entre enero y abril es temporada alta. Al dejar que la manzana cuelgue durante un tiempo prolongado, el contenido de azúcar aumenta.

## Polinización
Variedad triploide. Esta característica lo hace inadecuado para jardines de casas pequeñas.
Grupo de polinización C.
S-genotipo : S2S3S5.
Polinizadores : 'Discovery' (S10S24), 'Empire' (S10S19), 'Jonathan' (S7S9), 'James Grieve', 'Melba' o 'Reine des Reinettes'.

## Usos
'Schone van Boskoop' es una manzana agria, firme y tiene una piel seca, a veces áspera. El campanario es pequeño y tiene poca semilla. Debido a que la manzana es agria y firme, se usa ampliamente para productos que se calientan, como puré de manzana. 
Con tortas, la manzana mantiene su sabor y estructura, de modo que la manzana también se puede usar en tarta de manzana. 
En pasteurizada, se conserva mejor un sabor típico de manzana que en el caso de otras manzanas.
La 'goudrenet' es la manzana y la nuez más grandes de Bélgica y los Países Bajos. Las dimensiones típicas son 82 mm de ancho, 76 mm de alto, 205 gramos de peso.
Variedades similares son 'Reinette Coulon', 'Kasseler Reinette', 'Reinette du Canada', 'Zabergäu', 'Reinette Grise d'Automne' y Damason’s Reinette. La variedad tiene muchos mutantes de color, que se pueden dividir en tres grupos:
- Schoon van Boskoop (ver imagen)
- Red Boskoop "Schmitz Hubsch" o Boskoop Bieling
- Red Boskoop "Verheul", "Kalfs", "Vogelaar" y "Lambrechts"

Manzanas 'Schone van Boskoop'
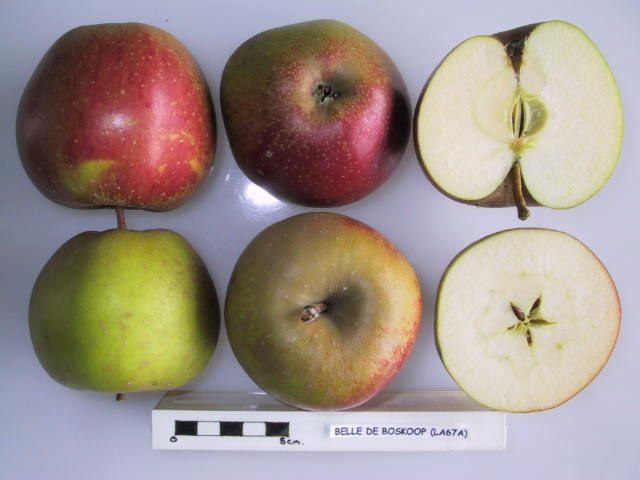
Secciones cruzadas de las manzanas 'Schone van Boskoop'.
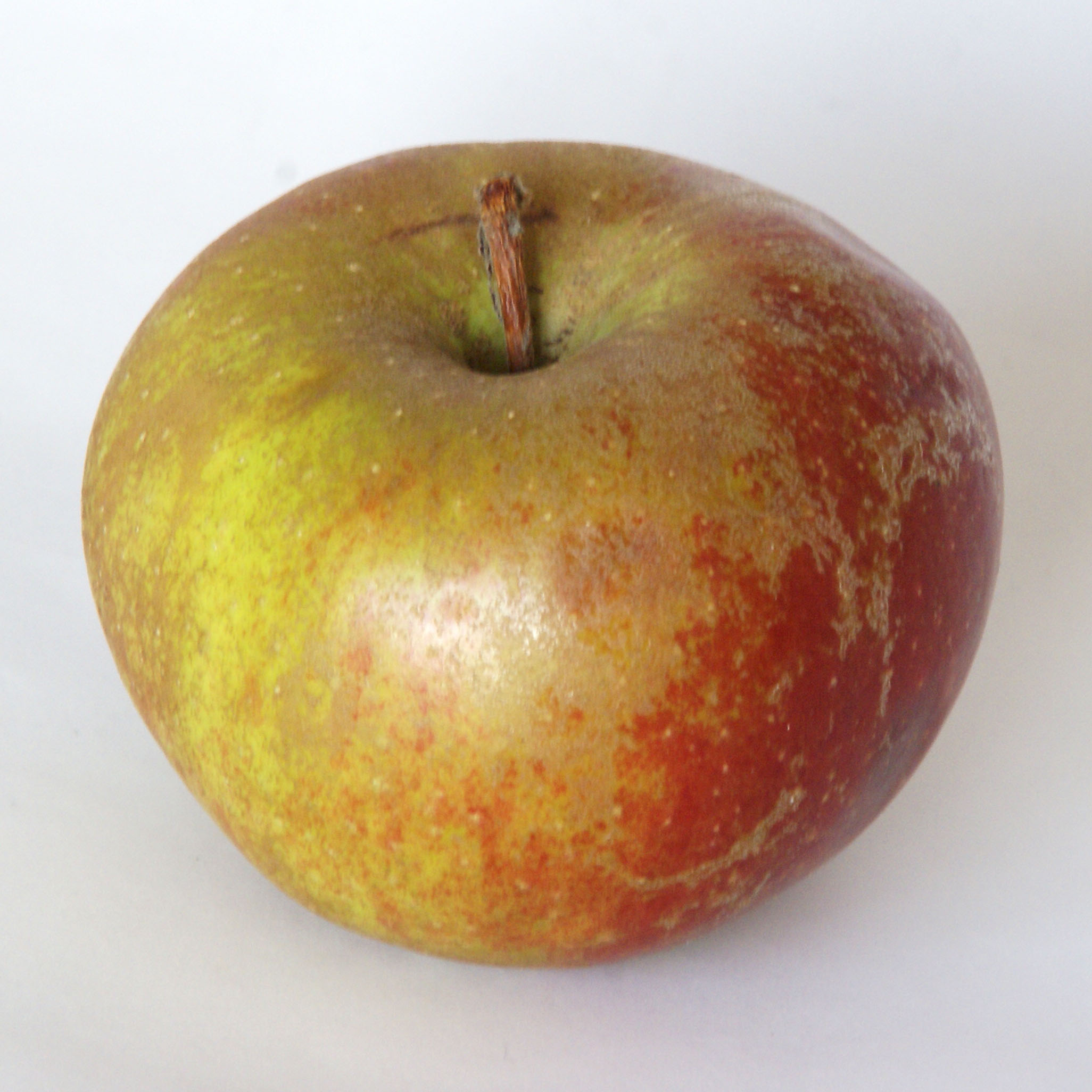
Manzana 'Schone van Boskoop'.
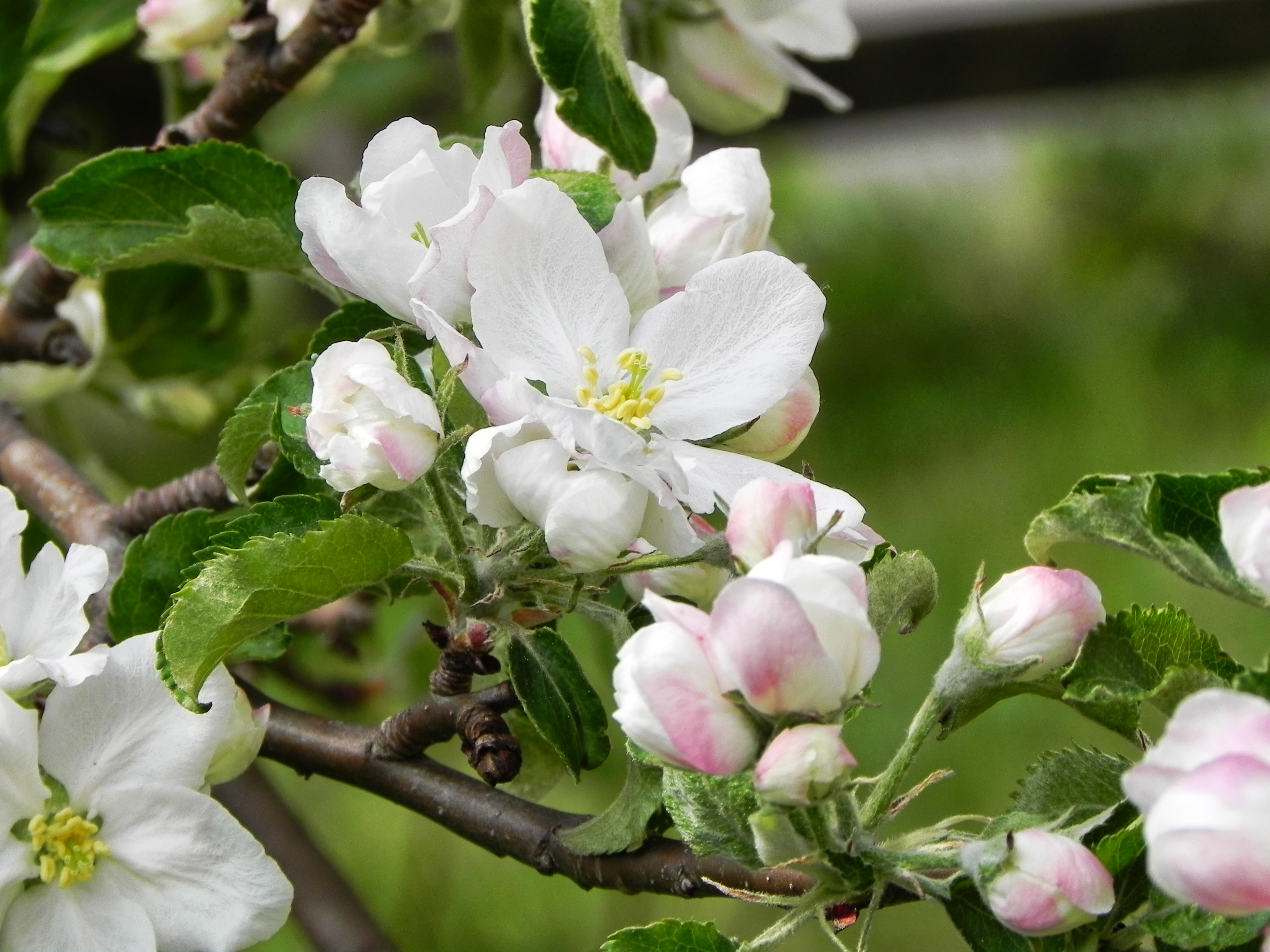
Las flores de la manzana 'Schone van Boskoop'.